# Makes No Difference
«Makes No Difference» —en español: «No hace ninguna diferencia»— es el sencillo debut de la banda canadiense Sum 41, extraído de su primer EP Half Hour of Power y lanzado el 12 de junio de 2000 por Island Records. La canción aparece en la banda sonora de las películas: Bring It On, Out Cold y Van Wilder. Una versión regrabada de la canción fue incluida en el álbum recopilatorio All the Good Shit.

## Recepción
Larry Flick, crítico de la revista estadounidense Billboard, le dio una crítica favorable, diciendo que: «camina cuidadosamente entre la línea del rock alternativo y un inteligente giro accesible para "adult top 40", cargado de guitarras, haciendo muecas, y un ritmo frenético para sacudir a la permanente audiencia de los "novios"».

## Vídeo musical
Hay dos versiones diferentes para el vídeo. Una muestra a dos jóvenes organizar una fiesta, mientras sus padres viajan en donde la banda se interpreta la canción.
La otra muestra vídeos del DVD Introduction to Destruction y a la banda presentándose. En esta versión se escucha una versión distinta de la canción en comparación a la del otro vídeo.

## Formato
| Casete |                                                       |          |  |
| N.º    | Título                                                | Duración |  |
| 1.     | «Makes No Difference»                                 | 3:10     |  |
| 2.     | «Grab the Devil By the Horns and F**k Him Up the A**» | 1:07     |  |

| Sencillo en CD |                       |          |  |
| N.º            | Título                | Duración |  |
| 1.             | «Makes No Difference» | 3:10     |  |

## Posicionamiento en listas
| Canadá         | Canadian RPM Alternative 30 | 29 |
| Estados Unidos | Alternative Songs           | 32 |